# Vit borstspinnare
Vit borstspinnare (Cybosia mesomella) är en fjärilsart som beskrevs av Carl von Linné 1758. Vit borstspinnare ingår i släktet Cybosia och familjen björnspinnare. Arten är reproducerande i Sverige. Inga underarter finns listade i Catalogue of Life.

## Bildgalleri

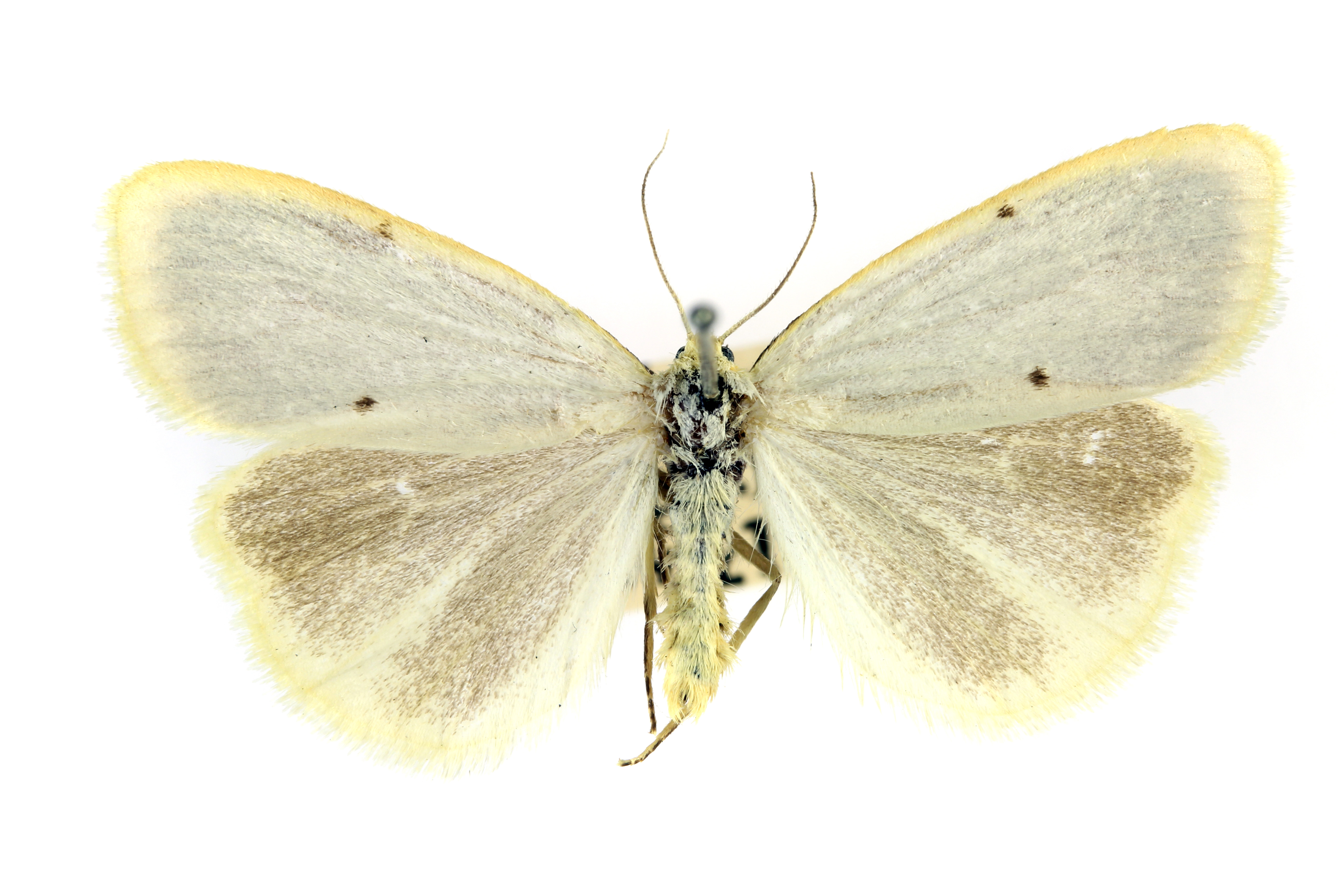
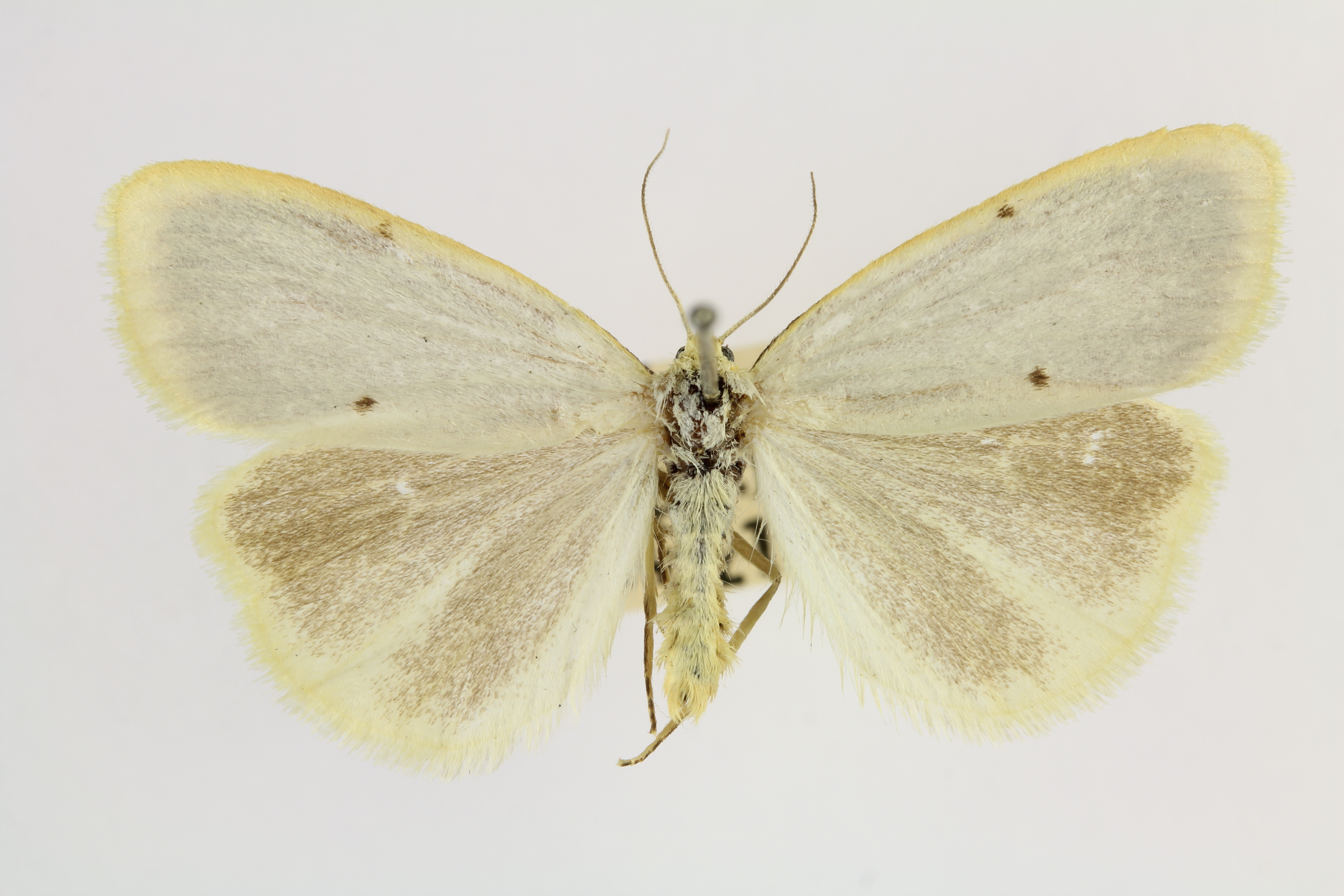
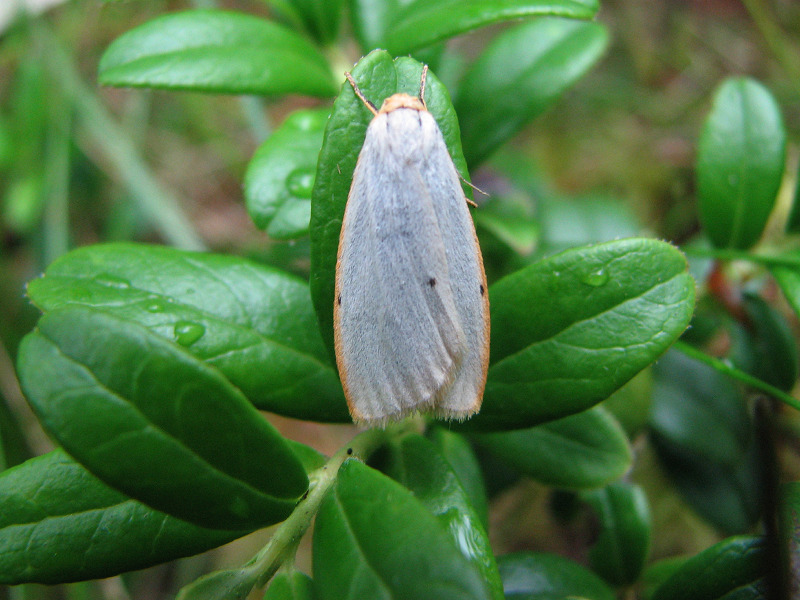
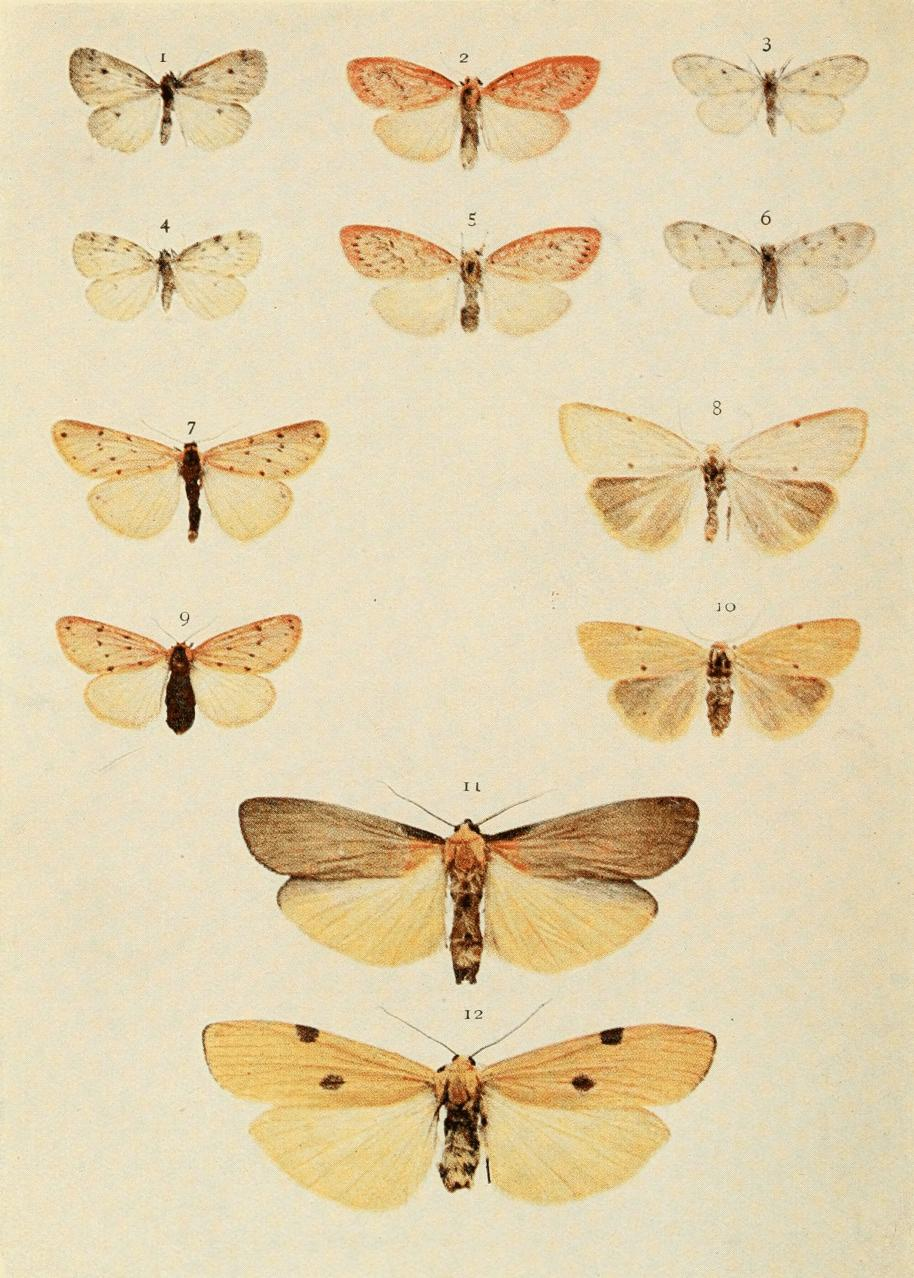